# Die Schildbürger (Kästner)
Die Schildbürger ist die vierte von Erich Kästners sechs Nacherzählungen bekannter Klassiker der Weltliteratur für Kinder. Dieser Band wurde erstmals von Horst Lemke illustriert, da Walter Trier 1951 verstorben war, und erschien 1954 im Atrium Verlag (Zürich).

## Inhalt
Im Kinderbuch werden in elf Kapiteln die bekanntesten Geschichten der Schildbürger erzählt. Darunter der Bau des Rathauses, die Wahl des Bürgermeisters mittels eines Gedichtewettbewerbs, der Besuch des Kaisers, die Bestrafung des Krebses und der Schulbesuch. Ganz am Ende des Buches warnt der Autor die Leser und Leserinnen davor, Dummheit nicht nur bei den anderen zu suchen, sondern ganz besonders auch bei sich selber.

## Entstehung und Hintergrund
Die Schildbürger ist nach Till Eulenspiegel „das zweite sogenannte Volksbuch, das Kästner für Kinder bearbeitet.“ Als die älteste bekannte Fassung dieser Geschichten gilt Das Lalebuch, das 1597 in Straßburg erschien. Kästner beendete die Niederschrift des Textes Ende Juni 1954.

## Ausgaben
- Erich Kästner: Die Schildbürger, Atrium Verlag, Zürich 1954 (Illustrationen: Horst Lemke)
- Erich Kästner: Die Schildbürger, Verlag Carl Ueberreuter, Wien, Heidelberg 1954 (Illustrationen: Horst Lemke)
- Erich Kästner: Die Schildbürger In: Ders.: Maskenspiele: Nacherzählungen, herausgegeben von Sybil Gräfin Schönfeldt, Carl Hanser Verlag, München/Wien 1998 (Band IX von Erich Kästner: Werke, Hg. Franz Josef Görtz), S. 73–96 (ohne Illustrationen)
- Erich Kästner: Die Schildbürger, Atrium Verlag, Zürich 2018 (Illustrationen: Horst Lemke)

Bis zum Jahr 2023 wurde das Buch 21-mal in 17 verschiedene Sprachen übersetzt.